# Energinet
Energinet AS är ett statligt affärsverk i Danmark, underställt Klima-, Energi- og Forsyningsministeriet. Det är en så kallad Transmission system operator (TSO), vilket innebär att Energinet äger och förvaltar stamnäten i Danmark för el och gas. 
Energinet bildades 2005 genom en fusion mellan Eltra (elnät och systemansvar på Jylland och Fyn), Elkraft System (systemansvar för Själland med öar), Elkraft Transmission (elnät för Själland med öar) och Gastra (gasnät).
Elnäten omfattar 132 kV- (Själland med öar), 150 kV- (Jylland och Fyn), 220 kV- och 400 kV-nivåer. 2014 var 25% av högspänningsledningarna markkablar.

Energinet lagrar naturgas i två naturgaslager genom sitt dotterbolag Gas Storage Denmark AS. 

## Bildgalleri

Anläggningar
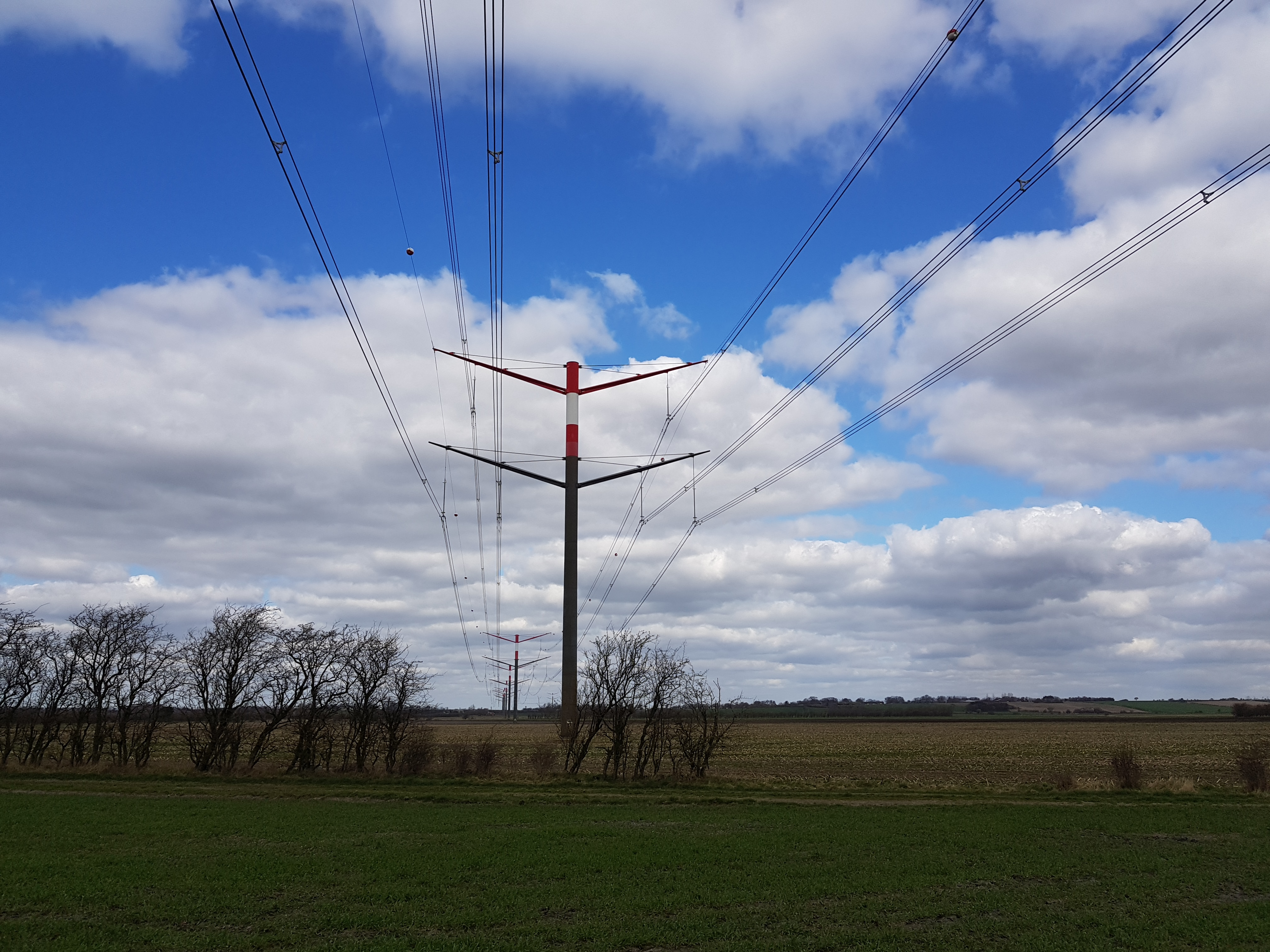
Högspänningsledningen tvärs över Jylland vid Skydstrups flygfält.
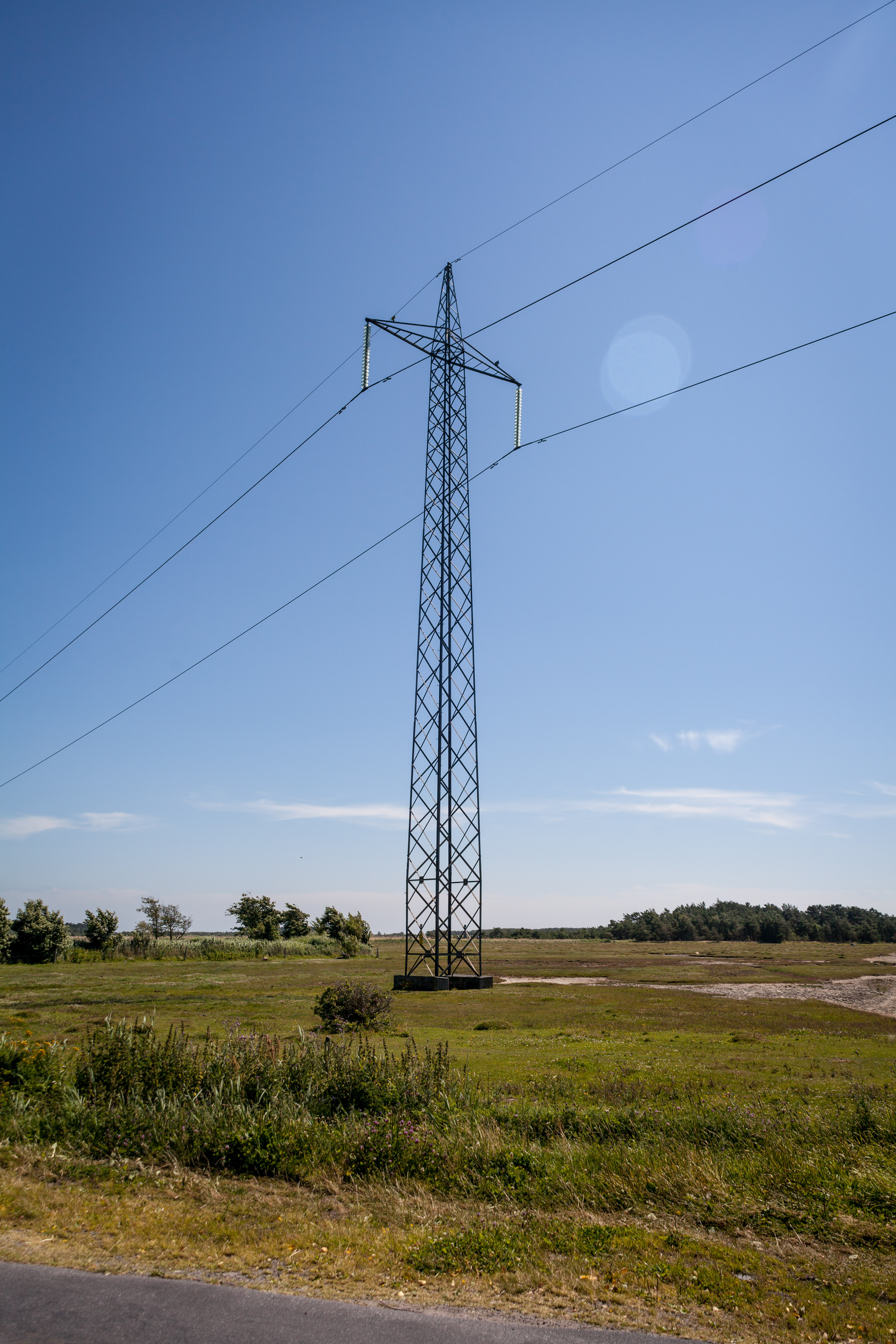
Likströmsledningen på Läsö (del av Kontiskan) på väg mot Sverige.